# Dynamisch-transaktionaler Ansatz
Der dynamisch-transaktionale Ansatz (DTA) von Werner Früh und Klaus Schönbach (1982) ist ein wichtiges Modell in der Medienwirkungsforschung der empirischen Kommunikationswissenschaft. Er integriert Wirkungs (Stimulus-Response, S-O-R)- und Nutzenansatz (Uses and Gratification), indem sowohl der Kommunikator als auch der Rezipient als aktive und als passive Kommunikationsteilnehmer verstanden werden. Wurde Medienwirkungsforschung bis in die 80er Jahre meist entweder aus einer kommunikator- bzw. medienzentrierten oder einer rezipienten- bzw. publikumszentrierte Betrachtungsweise angesehen, versucht der dynamisch-transaktionale Ansatz eine Vereinigung der beiden Perspektiven.

## Begriffserklärung
Dem Wirkungsansatz und dem Nutzenansatz werden beim dynamisch-transaktionalen Ansatz mehrere Annahmen hinzugefügt.
Die Interaktion zwischen Kommunikator und Rezipient erfolgt zeitunabhängig. Auf beiden Seiten werden Para-Feedback-Prozesse angenommen, also Vorstellungen, Erwartungen und Vorurteile über die Absichten, Fähigkeiten und Motivationen des Kommunikationspartners. Das Para-Feedback erfolgt nicht wie ein Feedback bei der Face-to-Face-Kommunikation in direkter Reaktion auf das Handeln und Aussagen des Gegenübers, sondern unabhängig von der zeitlichen Abfolge des Kommunikationsvorgangs. Es kann also schon eintreten, bevor die Kommunikation überhaupt stattgefunden hat. In der Massenkommunikationsforschung wird dieser Interaktionstypus als Transaktion bezeichnet.
Die Medienwirkung, die aufseiten der Rezipienten angenommen wird, läuft nicht bei jedem Rezipienten gleich ab, sie folgt keinem Muster (wie beim Stimulus-Response-Modell anfänglich angenommen). Der Prozess der Medienwirkung ist vielmehr ein dynamischer – dies sowohl zeitlich als auch die Intensität betreffend. Der Rezipient beschäftigt sich mit einer erhaltenen Information intensiver/nachlässiger, länger/kürzer als mit einer anderen, ordnet die Inputs selbst aktiv und verknüpft sie mit bestehendem Wissen – oder eben nicht. Also: Beim Wirkungsprozess treten qualitative und quantitative Änderungen auf. Der Wirkungsprozess ist daher dynamisch.

## Was ist wichtig
Wichtig auf der Seite des Rezipienten sind sowohl die kognitiven Komponenten, als auch Befindlichkeit, Bedürfnisse und Interessen, die gemeinsam die Selektion und Interpretation von Medienangeboten konstituieren. Auf der Seite des Kommunikators wird einerseits die Selektion des Medienangebots gemäß zu vermittelnder Werte (manipulative Komponente) berücksichtigt, andererseits auch die Abhängigkeit des Anbieters von den Interessen und Bedürfnissen der Medienkonsumenten. Ein wichtiger Ansatzpunkt bei diesem Modell des Medienhandelns ist die Berücksichtigung nicht nur intentionaler, zielgerichteter Medienhandlungen, sondern auch habitualisierter Handlungen, die jedoch durch sogenannte „Initialreize“, d. h. subjektiv besonders wichtige Informationen, durchbrochen werden können und in der Folge intentionales Informationsaufsuchen auslösen können – immer in Abhängigkeit von der kognitiven und emotionalen Lage des Subjekts Der Rezipient bleibt im Verlaufe eines solchen Wirkungsprozesses nicht derselbe: Die Vorstellung, ein Individuum treffe mit einem Medienangebot zusammen, ist eine unzulässige Vereinfachung (Früh & Schönbach, 1982).
Konkret heißt dies also: Der Rezipient verändert sich durch den Konsum von Medieninhalten, was wiederum eine direkte Auswirkung auf diese Inhalte hat.
Dabei geht der dynamisch-transaktionale Ansatz von zwei Grundannahmen aus: Erstens sind die Feedback-Prozesse in der Massenkommunikation indirekt, d. h. an die Stelle der direkten interpersonellen Kommunikation tritt ein Feedback, das sich aus den Einschaltquoten, Meinungsumfragen, Hörerzuschriften und Forschungsergebnissen ergibt. Zweitens existieren Vorstellungen und Vermutungen der Medienakteure und der Rezipienten über die Absichten, Motivationen und Fähigkeiten des jeweiligen Anderen. Beide Seiten beziehen sich in ihrer Kommunikation auf diese Annahmen, welche sie sich vom Anderen machen.
Die wechselseitige Beeinflussung von Rezipienten und Medien blieb sowohl bei der traditionellen Wirkungsforschung als auch beim Gratifikationsansatz weitestgehend unberücksichtigt, d. h. der zeitliche Aspekt, der Veränderungen in der Medienbiographie beinhaltet, ging nicht in die Forschung ein. Diese Dynamik, die sich aus der Mediennutzung ergibt, wurde in das dynamisch-transaktionale Modell integriert. Insbesondere die möglichen Einstellungs- und Verhaltensänderungen des Rezipienten im Verlauf des Wirkungsprozesses – seien sie nun kognitiver, sozialer oder emotionaler Art – müssen von der Forschung beachtet werden. Dies trifft umso mehr zu, da Wirkungen wiederum Wirkungen beeinflussen und verändern. Hinzu kommen noch Einstellungsänderungen seitens des Rezipienten, die sich aus seinem Alltag, aus Kommunikation in seinen sozialen Gruppen ergeben.

## Fazit
In der Kombination von Wirkungs- und Gratifikationsansatz versucht das dynamisch-transaktionale Modell, die wichtigsten Variablen des Wirkungsprozesses in ihren Wechselwirkungen darzustellen und aufeinander zu beziehen. Dabei werden die jeweiligen Perspektiven des Wirkungs- und Gratifikationsansatzes nicht als Alternativen, sondern als gleichermaßen bedeutende und sich beeinflussende Teile betrachtet.